# Jim West (Gitarrist)

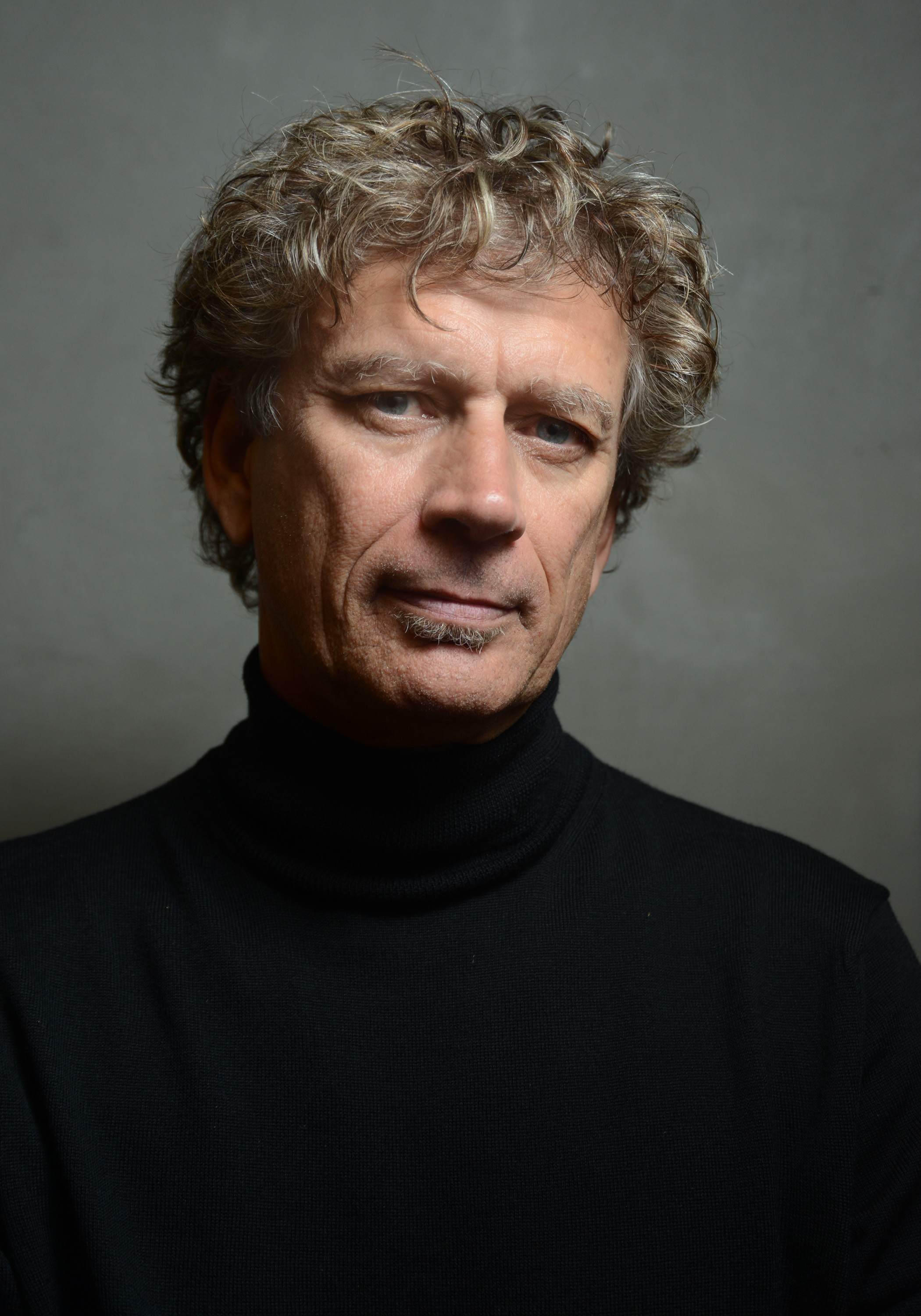
Jim West (2012)

James „Jim“ West (* 18. Dezember 1953 in Toronto), auch Jim „Kimo“ West, ist ein kanadischer Gitarrist und Komponist, der durch seine Zusammenarbeit mit Weird Al Yankovic bekannt wurde.

## Leben
West wuchs in Tampa, Florida, auf und begann mit 12 Jahren Gitarre zu spielen. Im Alter von 16 Jahren spielte er bereits in verschiedenen Rockbands aus Florida, darunter mit dem Bassisten Steve Jay.
Anfang der 1980er Jahre kam er nach Los Angeles, wo ihn Steve Jay mit Weird Al Yankovic bekannt machte.
Er trat auch als Komponist für Film und Fernsehen hervor sowie als Produzent für andere Musiker. Er hat zwölf Solo-Alben mit Slack-Key-Gitarre veröffentlicht.
Derzeit lebt West in der Nähe von Los Angeles, verbringt jedoch mehrere Monate im Jahr auf Hawaii.

## Auszeichnungen
- 2021: Grammy in der Kategorie Bestes New-Age-Album für sein Album More Guitar Stories

## Diskographie (Soloalben)
- 1999 – Coconut Hat
- 2004 – Nurturing the Garden – Auftragswerk für den National Tropical Botanical Garden von Kauaʻi
- 2005 – Slack Key West
- 2006 – The Hawaiian Tribute To Sublime: Livin's EZ
- 2007 – Hawaiian Slack Key Guitar-Kimo Style
- 2007 – Hotel Honolulu – The Hawaiian Tribute to the Eagles
- 2008 – Kimo's Hawaiian Slack Key Christmas
- 2012 – Na Lani O Maui: Maui Skies
- 2013 – Ki Ho'alu Christmastime
- 2015 – Guitar Stories: Slack Key & Beyond
- 2017 – Slackers In Paradise (mit Ken Emerson)
- 2018 – Moku Maluhia: Peaceful Island
- 2020 – More Guitar Stories
- 2021 – Ka Honua Maluhia: Peaceful World